# Pierre Forestier
Pierre Forestier, né le 21 novembre 1902 à Roquefort (Aveyron) et mort le 13 décembre 1989 à Paris, est un architecte et urbaniste français,.

## Biographie
Fils de Joseph Forestier, ingénieur agronome, et de Marthe Guérin, Pierre Forestier grandit dans une famille très marquée par la tuberculose. Il effectue ses études secondaires à Paris, au collège Sainte-Barbe, après avoir été élève du lycée d’Orléans. C’est à cette époque qu’il fréquente les milieux hygiénistes et fait la connaissance du père de son futur commanditaire, le docteur Hazemann.
Il est admis à l’École nationale supérieure des beaux-arts (ENSBA) le 12 juillet 1922, dans l’atelier de Georges Gromort, après avoir été élève de Gustave Umbdenstock. Il passe en première classe le 21 mai 1926. Il rejoint également l’atelier du Palais de bois, dirigé par Auguste Perret, dont il suit les enseignements aux côtés d'Ernö Goldfinger et André Sive, futurs collaborateurs. Il complète sa formation par des cours à l’Institut d’urbanisme de l’université de Paris.
Bien qu’il ait déjà une activité professionnelle reconnue, il n’est diplômé par le Gouvernement qu’en 1934, avec mention bien pour son projet de diplôme Un hôpital-dispensaire.

### Carrière
Dès 1926, Forestier est actif à Paris comme dessinateur dans l’agence d’Auguste Perret, qui l’envoie à Alger fin 1927 pour étudier et encadrer la construction des bureaux du Gouvernement général d’Algérie, projet dirigé par Jacques Guiauchain et conçu par Marcel Chappey. Il y joue un rôle déterminant dans le calcul de la structure, essentielle dans cette commande monumentale. Il conçoit également la Maison de l’Agriculture à Alger en 1928-1930.
En 1930, fort de cette expérience, il se voit confier par le docteur Hazemann, militant communiste proche d’Henri Sellier, un vaste projet : la création de la cité sanitaire de Clairvivre, dans le nord de la Dordogne, destinée à accueillir les blessés pulmonaires. Soutenue par la Fédération nationale des blessés du poumon et inspirée par le socialisme utopique, la cité est pensée comme un super-sanatorium autonome, sans propriété privée. Conçue et construite entre 1930 et 1933 sur un site de 50 hectares, elle applique rigoureusement les principes hygiénistes et est bâtie presque exclusivement en béton armé apparent, dans la lignée de l’enseignement de Perret. Ce projet attire l’attention de nombreux contemporains. Forestier en reste l’architecte jusqu’aux années 1980.
Sur le chantier de Clairvivre, il rencontre la cinéaste Éliane Tayar, qu’il épouse. Elle réalise plusieurs films sur la construction et le fonctionnement de la cité dans ses premières années.

### Activité d’après-guerre
Forestier mène ensuite une carrière publique active. Il travaille pour la ville d’Orléans à partir de 1935 en tant qu’architecte-conseil, puis pour le ministère des Postes dans le Val de Loire, où il conçoit de nombreux hôtels des postes (Orléans, Nevers, Montargis, Pithiviers), bureaux de tri (Chartres, Bourges, Blois, Orléans, Dreux...) et infrastructures administratives.
Dans les années 1950-1960, il se spécialise dans les établissements hospitaliers et devient l’architecte de l’INSERM en 1955. Il conçoit ou co-conçoit plusieurs hôpitaux notables :
– l’hôpital militaire Alphonse-Laveran à Marseille (1957-1960, avec André Sive)
– les hôpitaux de Montmorency, du Raincy, Meaux et Montfermeil (1960-1965, avec Gérald Allée et Jean Péry)
Il est également actif au Liban, au Maroc et en Afrique de l’Ouest, notamment à Dakar, dans le contexte des indépendances, période d’intense renouveau formel et technique.

### Recherche et innovations
À la même époque, Forestier développe des concepts de plans types, notamment pour les hôpitaux, explore la notion de plans évolutifs et s’intéresse à l’habitat cellulaire. Il mène des recherches sur une structure fondée sur l’angle à 120°, qu’il applique dans la maison expérimentale dite Hexacore à Buthiers (Seine-et-Marne) et dans une villa à Cadaquès (vers 1954-1960).

## Principales réalisations
- Bureaux du Gouvernement général d'Algérie (dirigé par Jacques Guiauchain), actuel Palais du gouvernement, Alger (Algérie), 1927-1930[5].
- Ministère de l'agriculture, boulevard Amirouche, Alger (Algérie), 1928 -1930[6].
- Cité-sanitaire de Clairvivre, Salagnac (Dordogne), 1930-1933  Labélisé ACR (2011)[7].
- Hôpital d'instruction des armées Laveran (Avec André Sive), 34, boulevard Laveran, Marseille, 1957-1960.
- Centre des chèques postaux, Rue Édouard-Branly, Orléans, 1968  Labélisé ACR (2024)[8].

## Autres réalisations

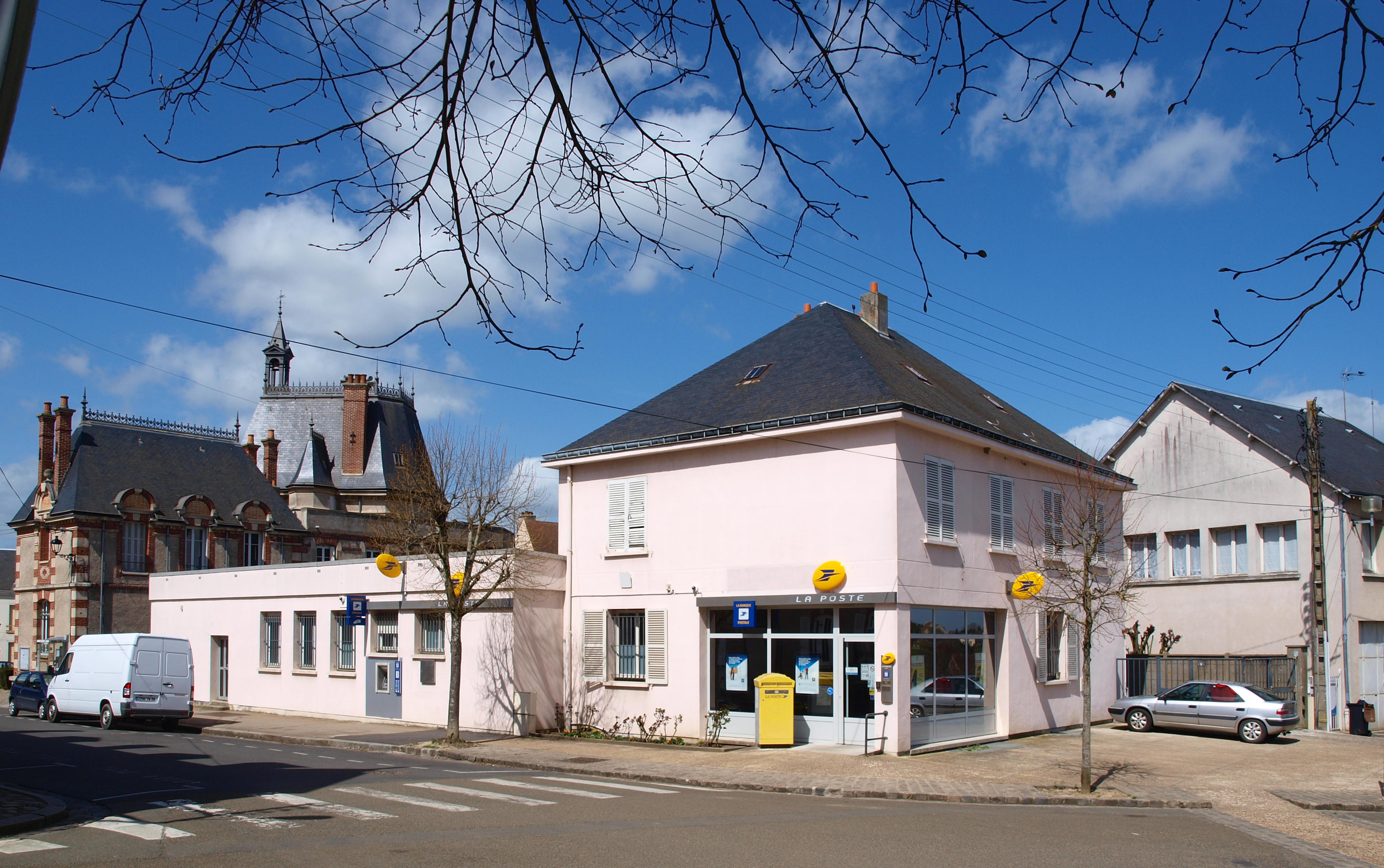
Hôtel des postes d'Auneau, 1965-1968.

- Hôtel des postes de Dreux (Eure-et-Loir), 1959-1963.
- Hôtel des postes de Nogent-le-Roi (Eure-et-Loir), 1965.
- Hôtel des postes d'Auneau (Eure-et-Loir), 1965-1968.
- Hôtel des postes de Voves (Eure-et-Loir), 1966-1967.